# Coupe du monde de ski acrobatique 2015-2016
Navigation
Édition précédente Édition suivante
La saison 2015-2016 de ski acrobatique est la trente-septième édition de la Coupe du monde de cette discipline organisée par la Fédération internationale de ski. Elle a ouvert le 23 août 2015 et s'est achevée lie 19 mars 2016. Elle inclut six épreuves : les bosses, le saut acrobatique, le half-pipe, le slopestyle, le ski cross et le big air. Les vainqueurs au classement général toutes épreuves confondues sont le Canadien Mikaël Kingsbury et l'Américaine Devin Logan. 

## Messieurs

### Classements de la Coupe du monde
| Rank |                       | Points |
| ---- | --------------------- | ------ |
| 1    | Mikaël Kingsbury      | 88.13  |
| 2    | Kevin Rolland         | 59.20  |
| 3    | Jean-Frédéric Chapuis | 57.83  |
| 4    | Andri Ragettli        | 52.40  |
| 5    | Oleksandr Abramenko   | 51.67  |

| Rank |                  | Points |
| ---- | ---------------- | ------ |
| 1    | Mikaël Kingsbury | 705    |
| 2    | Matt Graham      | 378    |
| 3    | Benjamin Cavet   | 378    |
| 4    | Philippe Marquis | 348    |
| 5    | Jimi Salonen     | 272    |

| Rank |                     | Points |
| ---- | ------------------- | ------ |
| 1    | Oleksandr Abramenko | 310    |
| 2    | Maxim Gustik        | 276    |
| 3    | Petr Medulich       | 244    |
| 4    | Qi Guangpu          | 226    |
| 5    | Ilya Burov          | 214    |

| Rank |                       | Points |
| ---- | --------------------- | ------ |
| 1    | Jean-Frédéric Chapuis | 694    |
| 2    | Christopher Delbosco  | 554    |
| 3    | Brady Leman           | 523    |
| 4    | Victor Öhling Norberg | 413    |
| 5    | Filip Flisar          | 379    |

| Rank |                 | Points |
| ---- | --------------- | ------ |
| 1    | Kevin Rolland   | 296    |
| 2    | Aaron Blunck    | 245    |
| 3    | Benoit Valentin | 245    |
| 4    | Lyman Currier   | 162    |
| 5    | Broby Leeds     | 136    |

| Rank |                  | Points |
| ---- | ---------------- | ------ |
| 1    | Andri Ragettli   | 262    |
| 2    | Øystein Bråten   | 248    |
| 3    | McRae Williams   | 222    |
| 4    | James Woods      | 221    |
| 5    | Joss Christensen | 160    |

### Résultats

#### Ski Cross
| Num             | Saison             | Date             | Site                | Discipline | 1er                                      | 2e                                       | 3e                                       | Ref.                                     |
| --------------- | ------------------ | ---------------- | ------------------- | ---------- | ---------------------------------------- | ---------------------------------------- | ---------------------------------------- | ---------------------------------------- |
| 107             | 1                  | 5 décembre 2015  | Montafon            | SX         | Christopher Delbosco                     | Brady Leman                              | Filip Flisar                             | [ 1 ]                                    |
| 108             | 2                  | 11 décembre 2015 | Val Thorens         | SX         | Christopher Delbosco                     | Filip Flisar                             | Brady Leman                              | [ 2 ]                                    |
| 109             | 3                  | 12 décembre 2015 | Val Thorens         | SX         | Jean-Frédéric Chapuis                    | Thomas Harasser                          | Christopher Delbosco                     | [ 3 ]                                    |
| 110             | 4                  | 19 décembre 2015 | San Candido         | SX         | Jean-Frédéric Chapuis                    | Brady Leman                              | Johannes Rohrweck                        | [ 4 ]                                    |
| 111             | 5                  | 20 décembre 2015 | San Candido         | SX         | Victor Öhling Norberg                    | Jean-Frédéric Chapuis                    | Sylvain Miaillier                        | [ 5 ]                                    |
|                 |                    | 16 janvier 2016  | La Plagne           | SX         | manque de neige; course reprise à Watles | manque de neige; course reprise à Watles | manque de neige; course reprise à Watles | manque de neige; course reprise à Watles |
| 112             | 6                  | 16 janvier 2016  | Watles              | SX         | Jean-Frédéric Chapuis                    | Sylvain Miaillier                        | Jonas Devouassoux                        | [ 6 ]                                    |
| 113             | 7                  | 17 janvier 2016  | Watles              | SX         | Jonas Lenherr                            | Alex Fiva                                | Brady Leman                              | [ 7 ]                                    |
| 114             | 8                  | 23 janvier 2016  | Nakiska             | SX         | Jean-Frédéric Chapuis                    | Armin Niederer                           | Brady Leman                              | [ 8 ]                                    |
|                 |                    | 6 février 2016   | Arosa               | SX         | manque de neige : reporté en mars        | manque de neige : reporté en mars        | manque de neige : reporté en mars        | manque de neige : reporté en mars        |
| 115             | 9                  | 13 février 2016  | Idre                | SX         | Filip Flisar                             | Christopher Delbosco                     | Christoph Wahrstötter                    | [ 9 ]                                    |
| 116             | 10                 | 14 février 2016  | Idre                | SX         | Victor Öhling Norberg                    | Thomas Zangerl                           | Jonas Lenherr                            | [ 10 ]                                   |
|                 |                    | 20 février 2016  | Tegernsee           | SX         | annulé en raison de la météo             | annulé en raison de la météo             | annulé en raison de la météo             | annulé en raison de la météo             |
| 21 février 2016 | Tegernsee          | SX               |                     |            | annulé en raison de la météo             | annulé en raison de la météo             | annulé en raison de la météo             | annulé en raison de la météo             |
| 117             | 11                 | 28 février 2016  | Bokwang/Pyeongchang | SX         | Bastien Midol                            | Paul Eckert                              | Jean-Frédéric Chapuis                    | [ 11 ]                                   |
| 118             | 12                 | 4 mars 2016      | Arosa               | SX         | Semen Denshchikov                        | Victor Öhling Norberg                    | Christopher Delbosco                     | [ 12 ]                                   |
|                 |                    | 13 mars 2016     | Squaw Valley        | SX         | annulé                                   | annulé                                   | annulé                                   | annulé                                   |
| 19 mars 2016    | Blue Mountain (en) | SX               | annulé              | annulé     | annulé                                   | annulé                                   |                                          |                                          |

#### Bosses
| Num | Saison | Date             | Site           | Discipline | Vainqueur        | 2e               | 3e                | Ref.            |
| --- | ------ | ---------------- | -------------- | ---------- | ---------------- | ---------------- | ----------------- | --------------- |
| 61  | 1      | 12 décembre 2015 | Ruka           | DM         | Mikaël Kingsbury | Benjamin Cavet   | Ikuma Horishima   | [ 13 ]          |
| 62  | 2      | 6 février 2016   | Deer Valley    | DM         | Anthony Benna    | Jimi Salonen     | Dmitriy Reiherd   | [ 14 ]          |
| 63  | 3      | 28 février 2016  | Tazawako       | DM         | Mikaël Kingsbury | Thomas Rowley    | Benjamin Cavet    | [ 15 ]          |
| 64  | 4      | 5 mars 2016      | Moscou         | DM         | Mikaël Kingsbury | Benjamin Cavet   | Philippe Marquis  | [ 16 ]          |
|     |        |                  |                |            |                  |                  |                   |                 |
|     |        | 14 janvier 2016  | Lake Placid    | MO         | manque de neige  | manque de neige  | manque de neige   | manque de neige |
| 313 | 1      | 23 janvier 2016  | Val Saint-Côme | MO         | Mikaël Kingsbury | Matt Graham      | Laurent Dumais    | [ 17 ]          |
| 314 | 2      | 30 janvier 2016  | Calgary        | MO         | Mikaël Kingsbury | Philippe Marquis | Sho Endo          | [ 18 ]          |
| 315 | 3      | 4 février 2016   | Deer Valley    | MO         | Matt Graham      | Mikaël Kingsbury | Ludvig Fjällström | [ 19 ]          |
| 316 | 4      | 27 février 2016  | Tazawako       | MO         | Bradley Wilson   | Mikaël Kingsbury | Matt Graham       | [ 20 ]          |

#### Saut acrobatique
| Num             | Saison      | Date             | Site          | Discipline | Vainqueur                                        | 2e                                               | 3e                                               | Ref.                                             |
| --------------- | ----------- | ---------------- | ------------- | ---------- | ------------------------------------------------ | ------------------------------------------------ | ------------------------------------------------ | ------------------------------------------------ |
| 312             | 1           | 19 décembre 2015 | Beijing       | AE         | Qi Guangpu                                       | Petr Medulich                                    | David Morris                                     | [ 21 ]                                           |
| 313             | 2           | 20 décembre 2015 | Beijing       | AE         | Maxim Gustik                                     | David Morris                                     | Oleksandr Abramenko                              | [ 22 ]                                           |
|                 |             | 15 janvier 2016  | Lake Placid   | AE         | Manque de neige, épreuves reprises à Deer Valley | Manque de neige, épreuves reprises à Deer Valley | Manque de neige, épreuves reprises à Deer Valley | Manque de neige, épreuves reprises à Deer Valley |
| 16 janvier 2016 | Lake Placid | AE               |               |            | Manque de neige, épreuves reprises à Deer Valley | Manque de neige, épreuves reprises à Deer Valley | Manque de neige, épreuves reprises à Deer Valley | Manque de neige, épreuves reprises à Deer Valley |
| 314             | 3           | 4 février 2016   | Deer Valley   | AE         | Qi Guangpu                                       | Olivier Rochon                                   | Oleksandr Abramenko                              | [ 23 ]                                           |
| 315             | 4           | 5 février 2016   | Deer Valley   | AE         | Petr Medulich                                    | Oleksandr Abramenko                              | Naoya Tabara                                     | [ 24 ]                                           |
| 316             | 5           | 13 février 2016  | Moscou        | AE         | Mac Bohonnon                                     | Jonathon Lillis                                  | Ilya Burov                                       | [ 25 ]                                           |
| 317             | 6           | 20 février 2016  | Minsk         | AE         | Christopher Lillis                               | Maxim Gustik                                     | Ilya Burov                                       | [ 26 ]                                           |
|                 |             | 27 février 2016  | Sierra Nevada | AE         | cancelled                                        | cancelled                                        | cancelled                                        | cancelled                                        |

#### Slopestyle/Big Air
| Num | saison | Date            | Site                | Discipline | Vainqueur        | 2e             | 3e               | Ref.   |
| --- | ------ | --------------- | ------------------- | ---------- | ---------------- | -------------- | ---------------- | ------ |
| 14  | 1      | 28 août 2015    | Cardrona            | SS         | James Woods      | Øystein Bråten | Joss Christensen | [ 27 ] |
| 15  | 2      | 24 janvier 2016 | Mammoth Mountain    | SS         | Joss Christensen | McRae Williams | Øystein Bråten   | [ 28 ] |
|     |        | 6 février 2016  | Park City           | SS         | annulé           | annulé         | annulé           | annulé |
| 16  | 3      | 21 février 2016 | Bokwang/Pyeongchang | SS         | Alex Bellemare   | Henrik Harlaut | Jossi Wells      | [ 29 ] |
| 17  | 4      | 5 mars 2016     | Silvaplana          | SS         | Andri Ragettli   | Fabian Boesch  | Øystein Bråten   | [ 30 ] |
|     |        |                 |                     |            |                  |                |                  |        |
| 1   | 1      | 12 février 2016 | Boston              | BA         | Vincent Gagnier  | Andri Ragettli | Jonas Hunziker   | [ 31 ] |

#### Halfpipe
| Num | Saison | Date            | Site             | Discipline | Vainqueur     | 2e              | 3e              | Ref.   |
| --- | ------ | --------------- | ---------------- | ---------- | ------------- | --------------- | --------------- | ------ |
| 30  | 1      | 23 août 2015    | Cardrona         | HP         | Kevin Rolland | Thomas Krief    | Benoît Valentin | [ 32 ] |
| 31  | 2      | 23 janvier 2016 | Mammoth Mountain | HP         | Gus Kenworthy | David Wise      | Aaron Blunck    | [ 33 ] |
| 32  | 3      | 5 février 2016  | Park City        | HP         | Aaron Blunck  | Benoît Valentin | Kevin Rolland   | [ 34 ] |
| 33  | 4      | 10 mars 2016    | Tignes           | HP         | Kevin Rolland | Lyman Currier   | Benoît Valentin | [ 35 ] |

## Dames

### Classements de la Coupe du monde
| Rank |                            | Points |
| ---- | -------------------------- | ------ |
| 1    | Devin Logan                | 88.20  |
| 2    | Anna Holmlund              | 81.25  |
| 3    | Tiril Sjåstad Christiansen | 69.00  |
| 4    | Ashley Caldwell            | 68.17  |
| 5    | Chloé Dufour-Lapointe      | 61.75  |

| Rank |                         | Points |
| ---- | ----------------------- | ------ |
| 1    | Chloé Dufour-Lapointe   | 494    |
| 2    | Justine Dufour-Lapointe | 471    |
| 3    | Perrine Laffont         | 414    |
| 4    | Yulia Galysheva         | 318    |
| 5    | Andi Naude              | 306    |

| Rank |                  | Points |
| ---- | ---------------- | ------ |
| 1    | Ashley Caldwell  | 409    |
| 2    | Danielle Scott   | 325    |
| 3    | Alina Gridneva   | 247    |
| 4    | Alexandra Orlova | 242    |
| 5    | Zhang Xin        | 232    |

| Rank |                   | Points |
| ---- | ----------------- | ------ |
| 1    | Anna Holmlund     | 975    |
| 2    | Marielle Thompson | 737    |
| 3    | Alizée Baron      | 612    |
| 4    | Sandra Naslund    | 556    |
| 5    | Andrea Limbacher  | 527    |

| Rank |               | Points |
| ---- | ------------- | ------ |
| 1    | Ayana Onozuka | 290    |
| 2    | Devin Logan   | 260    |
| 4    | Maddie Bowman | 245    |
| 3    | Janina Kuzma  | 214    |
| 5    | Annalisa Drew | 159    |

| Rank |                            | Points |
| ---- | -------------------------- | ------ |
| 1    | Tiril Sjåstad Christiansen | 345    |
| 2    | Emma Dahlström             | 300    |
| 3    | Lisa Zimmermann            | 224    |
| 4    | Yuki Tsubota               | 210    |
| 5    | Giulia Tanno               | 208    |

### Résultats

#### Ski Cross
| Num             | Season             | Date             | Site                | Discipline | Vainqueur                                 | 2e                                        | 3e                                        | Ref.                                      |
| --------------- | ------------------ | ---------------- | ------------------- | ---------- | ----------------------------------------- | ----------------------------------------- | ----------------------------------------- | ----------------------------------------- |
| 108             | 1                  | 5 décembre 2015  | Montafon            | SX         | Marielle Thompson                         | Anna Holmlund                             | Katrin Ofner                              | [ 36 ]                                    |
| 109             | 2                  | 11 décembre 2015 | Val Thorens         | SX         | Anna Holmlund                             | Sandra Näslund                            | Ophélie David                             | [ 37 ]                                    |
| 110             | 3                  | 12 décembre 2015 | Val Thorens         | SX         | Anna Holmlund                             | Alizée Baron                              | Andrea Limbacher                          | [ 38 ]                                    |
| 111             | 4                  | 19 décembre 2015 | Innichen            | SX         | Heidi Zacher                              | Anna Holmlund                             | Sandra Näslund                            | [ 39 ]                                    |
| 112             | 5                  | 20 décembre 2015 | Innichen            | SX         | Andrea Limbacher                          | Kelsey Serwa                              | Alizée Baron                              | [ 40 ]                                    |
|                 |                    | 16 janvier 2016  | La Plagne           | SX         | manque de neige; épreuve reprise à Watles | manque de neige; épreuve reprise à Watles | manque de neige; épreuve reprise à Watles | manque de neige; épreuve reprise à Watles |
| 113             | 6                  | 16 janvier 2016  | Watles              | SX         | Anna Holmlund                             | Alizée Baron                              | Andrea Limbacher                          | [ 41 ]                                    |
| 114             | 7                  | 17 janvier 2016  | Watles              | SX         | Marielle Thompson                         | Anna Holmlund                             | Heidi Zacher                              | [ 42 ]                                    |
| 115             | 8                  | 23 janvier 2016  | Nakiska             | SX         | Marielle Thompson                         | Anna Holmlund                             | Andrea Limbacher                          | [ 43 ]                                    |
|                 |                    | 6 février 2016   | Arosa               | SX         | lmanque de neige ; reporté à mars         | lmanque de neige ; reporté à mars         | lmanque de neige ; reporté à mars         | lmanque de neige ; reporté à mars         |
| 116             | 9                  | 13 février 2016  | Idre                | SX         | Anna Holmlund                             | Marielle Thompson                         | Sandra Näslund                            | [ 44 ]                                    |
| 117             | 10                 | 14 février 2016  | Idre                | SX         | Marielle Thompson                         | Sandra Näslund                            | Alizée Baron                              | [ 45 ]                                    |
|                 |                    | 20 février 2016  | Tegernsee           | SX         | températures trop élevées                 | températures trop élevées                 | températures trop élevées                 | températures trop élevées                 |
| 21 février 2016 | Tegernsee          | SX               |                     |            | températures trop élevées                 | températures trop élevées                 | températures trop élevées                 | températures trop élevées                 |
| 118             | 11                 | 28 février 2016  | Bokwang/Pyeongchang | SX         | Andrea Limbacher                          | Kelsey Serwa                              | Anna Holmlund                             | [ 46 ]                                    |
| 119             | 12                 | 4 mars 2016      | Arosa               | SX         | Anna Holmlund                             | Marielle Thompson                         | Alizée Baron                              |                                           |
|                 |                    | 13 mars 2016     | Squaw Valley        | SX         | annulé                                    | annulé                                    | annulé                                    | annulé                                    |
| 19 mars 2016    | Blue Mountain (en) | SX               | annulé              | annulé     | annulé                                    | annulé                                    |                                           |                                           |

#### Bosses
| Num | Season | Date             | Site           | Discipline | Vainqueur               | 2e                      | 3e                     | Ref.            |
| --- | ------ | ---------------- | -------------- | ---------- | ----------------------- | ----------------------- | ---------------------- | --------------- |
| 60  | 1      | 12 décembre 2015 | Ruka           | DM         | Mikaela Matthews        | Regina Rakhimova        | Chloé Dufour-Lapointe  | [ 47 ]          |
| 61  | 2      | 6 février 2016   | Deer Valley    | DM         | Justine Dufour-Lapointe | Yuliya Galysheva        | Jaelin Kauf            | [ 48 ]          |
| 62  | 3      | 28 février 2016  | Tazawako       | DM         | Deborah Scanzio         | Audrey Robichaud        | Chloé Dufour-Lapointe  | [ 49 ]          |
| 63  | 4      | 5 mars 2016      | Moscou         | DM         | Perrine Laffont         | Andi Naude              | Wessel Hedvig          | [ 50 ]          |
|     |        |                  |                |            |                         |                         |                        |                 |
|     |        | 14 janvier 2016  | Lake Placid    | MO         | manque de neige         | manque de neige         | manque de neige        | manque de neige |
| 314 | 1      | 23 janvier 2016  | Val Saint-Côme | MO         | Justine Dufour-Lapointe | Chloé Dufour-Lapointe   | Maxime Dufour-Lapointe | [ 51 ]          |
| 315 | 2      | 30 janvier 2016  | Calgary        | MO         | Chloé Dufour-Lapointe   | Justine Dufour-Lapointe | Andi Naude             | [ 52 ]          |
| 316 | 3      | 4 février 2016   | Deer Valley    | MO         | Justine Dufour-Lapointe | Yuliya Galysheva        | Chloé Dufour-Lapointe  | [ 53 ]          |
| 317 | 4      | 27 février 2016  | Tazawako       | MO         | Perrine Laffont         | Chloé Dufour-Lapointe   | Audrey Robichaud       | [ 54 ]          |

#### Saut acrobatique
| Num             | Season      | Date             | Site          | Discipline | Vainqueur        | 2e                     | 3e                       | Ref.             |
| --------------- | ----------- | ---------------- | ------------- | ---------- | ---------------- | ---------------------- | ------------------------ | ---------------- |
| 315             | 1           | 19 Décembre 2015 | Beijing       | AE         | Ashley Caldwell  | Zhang Xin              | Kiley McKinnon           | [ 55 ]           |
| 316             | 2           | 20 Décembre 2015 | Beijing       | AE         | Fanyu Kong       | Ashley Caldwell        | Huilin Quan              | [ 56 ]           |
|                 |             | 15 Janvier 2016  | Lake Placid   | AE         | lmanque de neige | lmanque de neige       | lmanque de neige         | lmanque de neige |
| 16 Janvier 2016 | Lake Placid | AE               |               |            | lmanque de neige | lmanque de neige       | lmanque de neige         | lmanque de neige |
| 317             | 3           | 4 Février 2016   | Deer Valley   | AE         | Yang Yu          | Samantha Wells         | Alexandra Orlova         | [ 57 ]           |
| 318             | 4           | 5 Février 2016   | Deer Valley   | AE         | Zhang Xin        | Danielle Scott         | Ashley Caldwell          | [ 58 ]           |
| 319             | 5           | 13 Février 2016  | Moscou        | AE         | Alina Gridneva   | Zhanbota Aldabergenova | Madison Olsen            | [ 59 ]           |
| 320             | 6           | 20 Février 2016  | Minsk         | AE         | Ashley Caldwell  | Danielle Scott         | Aliaksandra Ramanouskaya | [ 60 ]           |
|                 |             | 27 Février 2016  | Sierra Nevada | AE         | annulé           | annulé                 | annulé                   | annulé           |

#### Slopestyle/Big Air
| Num | Season | Date            | Site                | Discipline | Vainqueur                  | 2e              | 3e                         | Ref.   |
| --- | ------ | --------------- | ------------------- | ---------- | -------------------------- | --------------- | -------------------------- | ------ |
| 14  | 1      | 28 Août 2015    | Cardrona            | SS         | Tiril Sjåstad Christiansen | Silvia Bertagna | Lisa Zimmermann            | [ 61 ] |
| 15  | 2      | 24 Janvier 2016 | Mammoth Mountain    | SS         | Yuki Tsubota               | Giulia Tanno    | Emma Dahlström             | [ 62 ] |
|     |        | 6 Février 2016  | Park City           | SS         | annulé                     | annulé          | annulé                     | annulé |
| 16  | 3      | 21 Février 2016 | Bokwang/Pyeongchang | SS         | Tiril Sjåstad Christiansen | Maggie Voisin   | Emma Dahlström             | [ 63 ] |
| 17  | 4      | 5 Mars 2016     | Silvaplana          | SS         | Emma Dahlström             | Giulia Tanno    | Maggie Voisin              | [ 64 ] |
|     |        |                 |                     |            |                            |                 |                            |        |
| 1   | 1      | 12 Février 2016 | Boston              | BA         | Lisa Zimmermann            | Emma Dahlström  | Tiril Sjåstad Christiansen | [ 65 ] |

#### Halfpipe
| Num | Season | Date            | Site             | Discipline | Vainqueur     | 2e            | 3e             | Ref.   |
| --- | ------ | --------------- | ---------------- | ---------- | ------------- | ------------- | -------------- | ------ |
| 30  | 1      | 23 Août 2015    | Cardrona         | HP         | Devin Logan   | Janina Kuzma  | Ayana Onozuka  | [ 66 ] |
| 31  | 2      | 22 Janvier 2016 | Mammoth Mountain | HP         | Ayana Onozuka | Devin Logan   | Janina Kuzma   | [ 67 ] |
| 32  | 3      | 5 Février 2016  | Park City        | HP         | Maddie Bowman | Ayana Onozuka | Marie Martinod | [ 68 ] |
| 33  | 4      | 12 Mars 2016    | Tignes           | HP         | Maddie Bowman | Annalisa Drew | Marie Martinod |        |